# Na příkopě

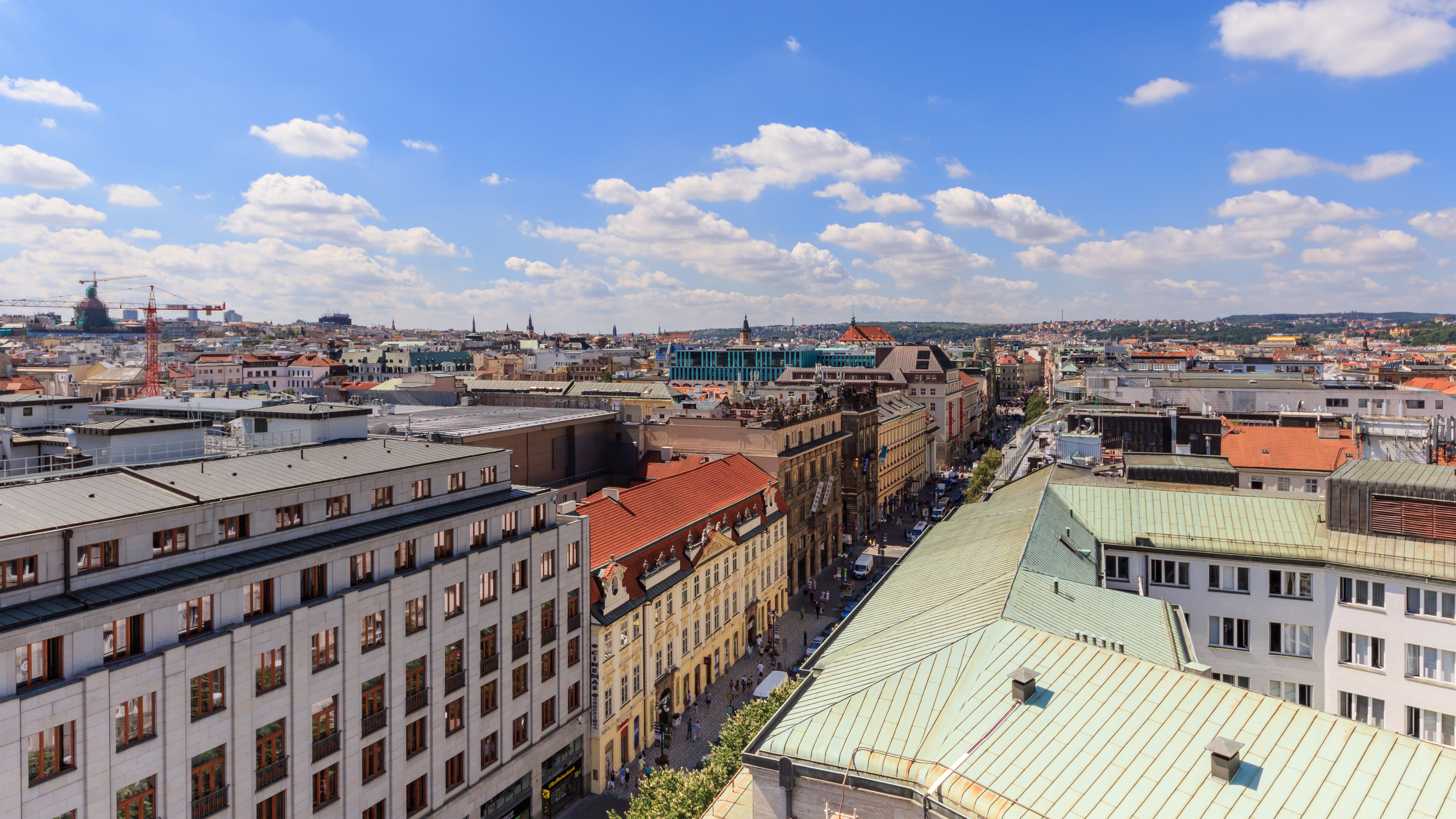
Na příkopě.

Na příkopě (literalmente «en el foso»), informalmente también Na Příkopech o Příkopy, es una calle del centro de Praga (República Checa), que conecta la plaza de Wenceslao con la plaza de la República, separando la ciudad vieja de la ciudad nueva. Alberga numerosos edificios de representación, incluida la sede del Banco Nacional Checo, palacios históricos y tiendas de lujo.
Na příkopě es la calle más cara de todos los países del grupo de Visegrado. En 2019, con una renta media de 2820 euros por metro cuadrado al año, era la decimoctava calle de tiendas más cara del mundo.

## Historia

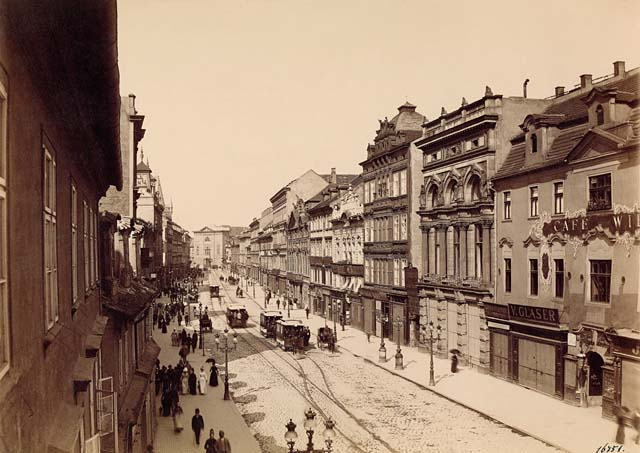
La línea de tranvía en la calle en 1890.

La calle Na Příkopě discurre en el emplazamiento de un antiguo foso de diez metros de anchura y ocho metros de profundidad que data de 1234 y recorría las murallas medievales de la ciudad vieja de Praga. El agua fluía directamente al foso desde el río Moldava y cuando estaba lleno la ciudad vieja formaba una isla cerrada. El foso fue cubierto en 1760, tras lo cual se plantaron castaños en su emplazamiento y la calle resultante se llamó Ve starých alejích (literalmente, «en callejones viejos»). Entre 1845 y 1870 la calle recibió el nombre de Kolowratská třída y desde 1871 lleva el nombre Na Příkopě.
Debido a que era una de las pocas calles anchas de Praga, pronto se convirtió en una de las principales arterias para el tráfico de la ciudad. Desde 1875, la recorría la primera línea del tranvía de tracción animal de Praga, que fue electrificada en 1899. En 1919, Můstek se convirtió en la primera intersección de Praga controlada por un policía de tráfico, y en 1927, fue la segunda intersección de la ciudad con un semáforo (la primera fue la intersección Hybernská-Dlážděná-Havlíčkova).
En la década de 1960, empeoró la congestión del tráfico. Sin embargo, en 1978 se inauguró la estación de metro de Můstek, y desde 1985 la línea B discurre bajo la calle durante casi todo su recorrido hasta la plaza de la República. La línea de tranvía, de casi un siglo de antigüedad, fue cancelada en 1985 y desde entonces esta bulliciosa arteria se transformó en una calle peatonal. Se instalaron muchas tiendas nuevas y se convirtió en un importante lugar de paseo y centro del comercio de Praga.